# Brachtia minutiflora
Brachtia minutiflora är en orkidéart som beskrevs av Friedrich Fritz Wilhelm Ludwig Kraenzlin. Brachtia minutiflora ingår i släktet Brachtia och familjen orkidéer.
Artens utbredningsområde är Colombia. Inga underarter finns listade i Catalogue of Life.